# Slag bij Northampton (1460)
De Slag bij Northampton was een veldslag van de Rozenoorlogen, een serie van burgeroorlogen tussen het Huis Lancaster en het Huis York om de troon van Engeland. De slag vond plaats op 10 juli 1460.

## Achtergrond
Na de rampzalig verlopen confrontatie bij Ludford Bridge in oktober 1459 leek de Yorkistische zaak volledig verloren. Enkele Yorkistische commandanten: de graven Warwick en Salisbury en de zoon van Richard van York, Eduard, Earl of March, waren ontkomen naar Calais. Richard en Edmund, graaf van Rutland, waren naar het relatief veilige Ierland gevlucht.
Op het Engelse vasteland maakte men snel gebruik van de vlucht van de Yorkisten. James Butler, 1e graaf van Wiltshire, werd tot Lord Lieutenant van Ierland benoemd en Henry Beaufort, 3e hertog van Somerset, werd benoemd tot kapitein van het garnizoen in Calais. Beide heren werden echter belet hun posten te aanvaarden omdat de Ieren weigerden York te verdrijven en Calais de poorten weigerde te openen voor Somerset.
De Lancasters gaven Somerset een leger om Calais mee in te nemen, maar dit leger moest eerst het Kanaal overgevaren worden. Daartoe werd in Sandwich, Kent begonnen met de bouw van een vloot. Net toen de schepen klaar waren voerde Warwick een overval uit en stal de schepen. In mei stak Warwick opnieuw het Kanaal over om de nieuwe vloot, die nog in aanbouw was, te vernietigen. Hij liet zijn oom en een klein leger Yorkisten achter in Sandwich om een bruggenhoofd te vestigen voor zijn op handen zijnde aanval.

## De slag
Op 26 juni 1460 landden Warwick, Salisbury en Eduard met een leger van 2.000 man in Sandwich. Koning Hendrik en koningin Margaretha verbleven op dat moment in Coventry met een klein leger. Op 2 juli trok Warwick Londen binnen met 20.000 tot 30.000 aanhangers.
De troepen van koning Hendrik namen defensieve posities in bij Northampton, op het terrein van Delapre Abbey, met in hun rug de rivier de Nene en voor hen een met water gevulde greppel en spiesen. De Lancasterse legermacht bestond uit 10.000 tot 15.000 zwaarbewapende infanteristen en had ook veldartillerie ter beschikking.
Toen Warwick naderde, stuurde hij een onderhandelaar naar Hendriks kamp, maar de Lancasterse commandant, de hertog van Buckingham, antwoordde: "De graaf van Warwick mag zich niet op het bijzijn van de koning verheugen en als hij toch komt, dan zal hij sterven". Tijdens zijn aantocht werd Warwick nog tweemaal de toegang tot de koning ontzegd. Toen hij zijn troepen had gepositioneerd, stuurde Warwick een boodschapper naar Buckingham met de boodschap: "Om twee uur zal ik met de koning spreken of sterven". Om twee uur vielen de Yorkisten aan.
De Yorkisten marcheerden in colonne richting de Lancasterse linie, waarbij ze werden gehinderd door regenval die in hun gezichten blies. Toen ze bij de linie kwamen, werden de Yorkisten begroet met een pijlenregen. Gelukkig voor de Yorkisten had de regen ervoor gezorgd dat de Lancasterse kanonnen onbruikbaar waren. Toen Warwick bij de rechterflank van de Lancasters kwam, vond er een groot verraad plaats. De bevelhebber van de Lancasterse rechterflank, Lord Grey of Ruthin, liet de Yorkisten passeren en daardoor lag de route naar het Lancasters kamp open. Dit bleek een fatale klap voor de trouwe Lancasters. Het echte gevecht zou maar een halfuur duren. De bewegingsvrijheid in de krappe fortificaties was te beperkt en de Lancasters waren geen partij voor de Yorkisten, die van achteren de hele linie oprolden.
De hertog van Buckingham, de graaf van Shrewsbury en de Lords Egremont en Beaumont kwamen om het leven in een poging de Yorkisten uit de buurt van de koninklijke tent te houden. De koning werd wederom gevangengenomen en werd een speelbal van Richard van York.